# Horváth Béla (pap)
Horváth Béla (Bükkösd, 1874. március 6. - Németi, 1921. október 22.) római katolikus pap, költő, plébános.

## Élete
A pécsi ciszterci gimnáziumban érettségizett 1893-ban. A teológiát is Pécsett végezte, 1897-ben pappá szentelték. Káplán, majd 1901-től Radikovci (Verőce vármegye), 1909-21 között Németi plébánosa. Magyar költők verseit fordította horvátra. Horvát nyelvű verseket is írt. A Pécsi Közlöny munkatársa.

## Művei
- Petőfieve pjesme. (Fordította) Szabadka, 1912. (2. kiad. 1914)